# جيم كيلي
جيم كيلي (بالإنجليزية: Jim Kelly)‏ أو التنين جيم كيلي وٱسمه الحقيقي جيمس ميلتون كيلي ولد في 5 ماي 1946 وتوفي في 9 يونيو 2013 كان ممثلا ورياضياً ومدرباً وبطلا أمريكياً في رياضة الفنون القتالية والتنس عرف شهرة كبيرة في سنوات السبعينيات، بسبب قصة شعره الإفريقية الغريبة ودوره في فيلم دخول التنين رفقة بروس لي وجون ساكسون سنة 1973.

## حياته ومشواره الرياضي
ولد كيلي في مدينة ميلرزبيرغ (كنتاكي) ثم بدأ الاهتمام بمساره الرياضي في المرحلة الثانوية من خلال مشاركته في عدة منافسات رياضية ككرة السلة وكرة القدم وألعاب القوى لكن بعد ٱنتقاله إلى جامعة لويزڤيل اهتم بلعبة كرة القدم ليتركها ويبدأ بتعلم رياضة الكراتيه.
بدأ كيلي مشواره الرياضي بتعلم أقدم أساليب الكاراتيه وهو أسلوب شورين ريو في مدارس الشاولين دو لتلقين الفنون القتالية الصينية تحت وصاية المدرب سين كوانغ ذي في ليكسينغتون، كنتاكي ثم سافر بعدها إلى مدينة أوكيناوا اليابانية حيث تتلمذ على يد مدربين كبار أهمهم باركر شيلتون ونات باتون و جوردون دوفرسلا. ليصبح جيم كيلي في بداية السبعينات واحداً من أبطال رياضة الكاراتيه الأكثر تتويجاً في العالم، إذ فاز سنة 1971 بأربع بطولات مرموقة عالمياً لرياضة الكاراتيه أهمها فوزه ببطولة لونغ بيتش الدولية للكاراتيه. بعد مشواره المميز فتح كيلي مدرسته الخاصة لتعليم الفنون القتالية والكاراتيه والذي تخرج منها العديد من نجوم هوليود، كالممثل كالفين لوكهارت الذي دربه كيلي لأجل دوره في فيلم «ميليندا» وٱنتهى الأمر بهذا الأخير للعب دور المدرب في نفس الفيلم سنة 1972.

## روابط خارجية
- جيم كيلي على موقع IMDb (الإنجليزية)
- جيم كيلي على موقع ألو سيني (الفرنسية)
- جيم كيلي على موقع أول موفي (الإنجليزية)
- جيم كيلي على موقع قاعدة بيانات الأفلام السويدية (السويدية)
- جيم كيلي على موقع قاعدة بيانات الفيلم (الإنجليزية)
- جيم كيلي على موقع كينوبويسك (الروسية)